# Vall dels Guèisers

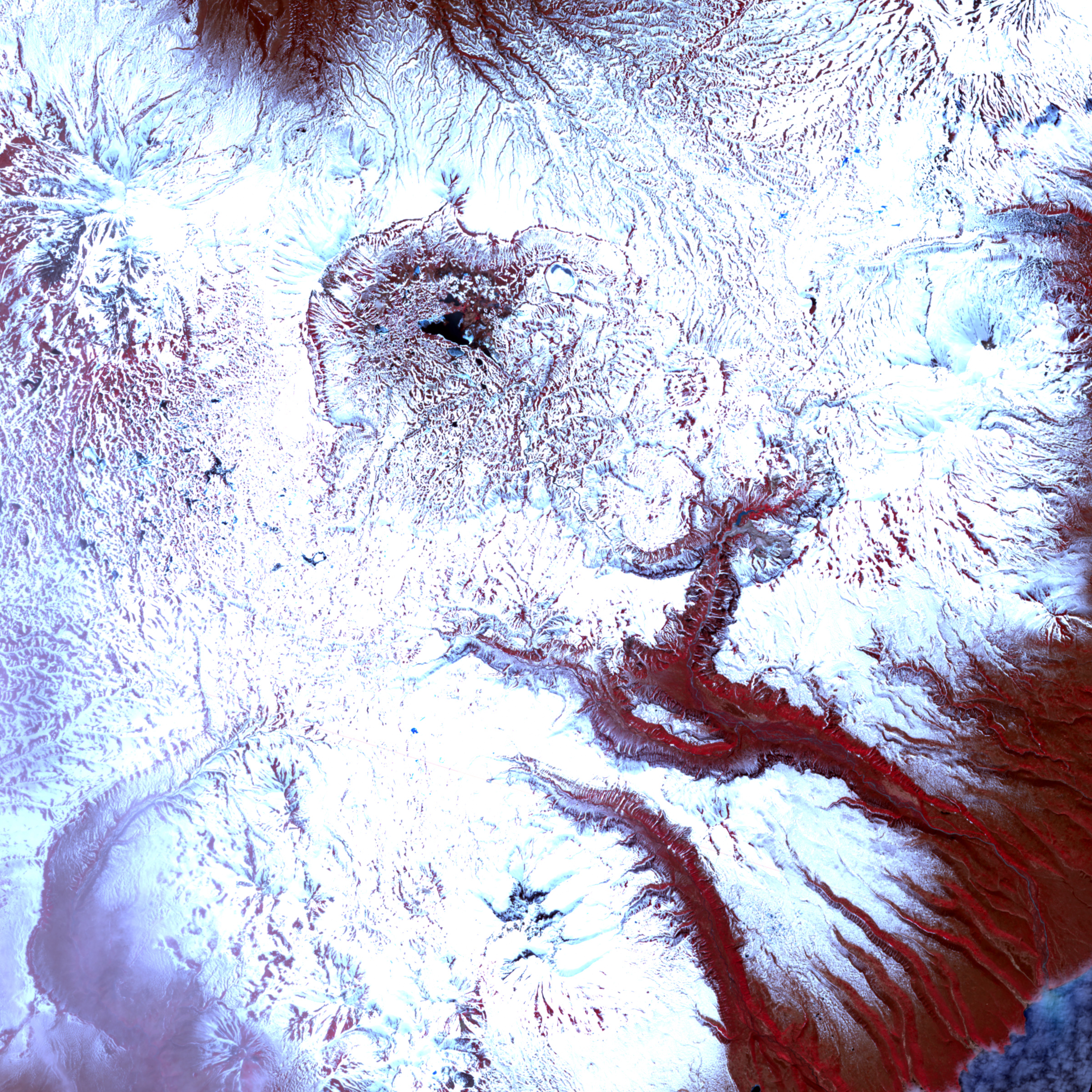
Imatge infraroja de l'esllavissament de terra (20 de juny de 2007)

La Vall dels Guèisers (en rus: Долина гейзеров, Dolina Geiserov) és un camp de guèisers situat a la Península de Kamtxatka, Rússia, a l'extrem est de l'Extrem Orient rus. Aquesta conca de 6 km de longitud, amb uns noranta guèisers i moltes fonts termals, comprèn la segona concentració de guèisers més gran del món, predominantment ubicats a la riba esquerra del cabalós riu Geysernaya, què rep les aigües geotèrmiques de l'estratovolcà relativament jove Kikhpinitx. S'hi han registrat temperatures de 250 °C a 500 metres a sota de la caldera. Forma part del Parc Natural de Kronotski, que, al seu torn, ha estat incorporat a l'indret declarat Patrimoni de la Humanitat anomenat «Volcans de Kamtxatka». És difícil d'arribar a la vall; l'helicòpter és l'únic mitjans de transport que ho permet.

## Història

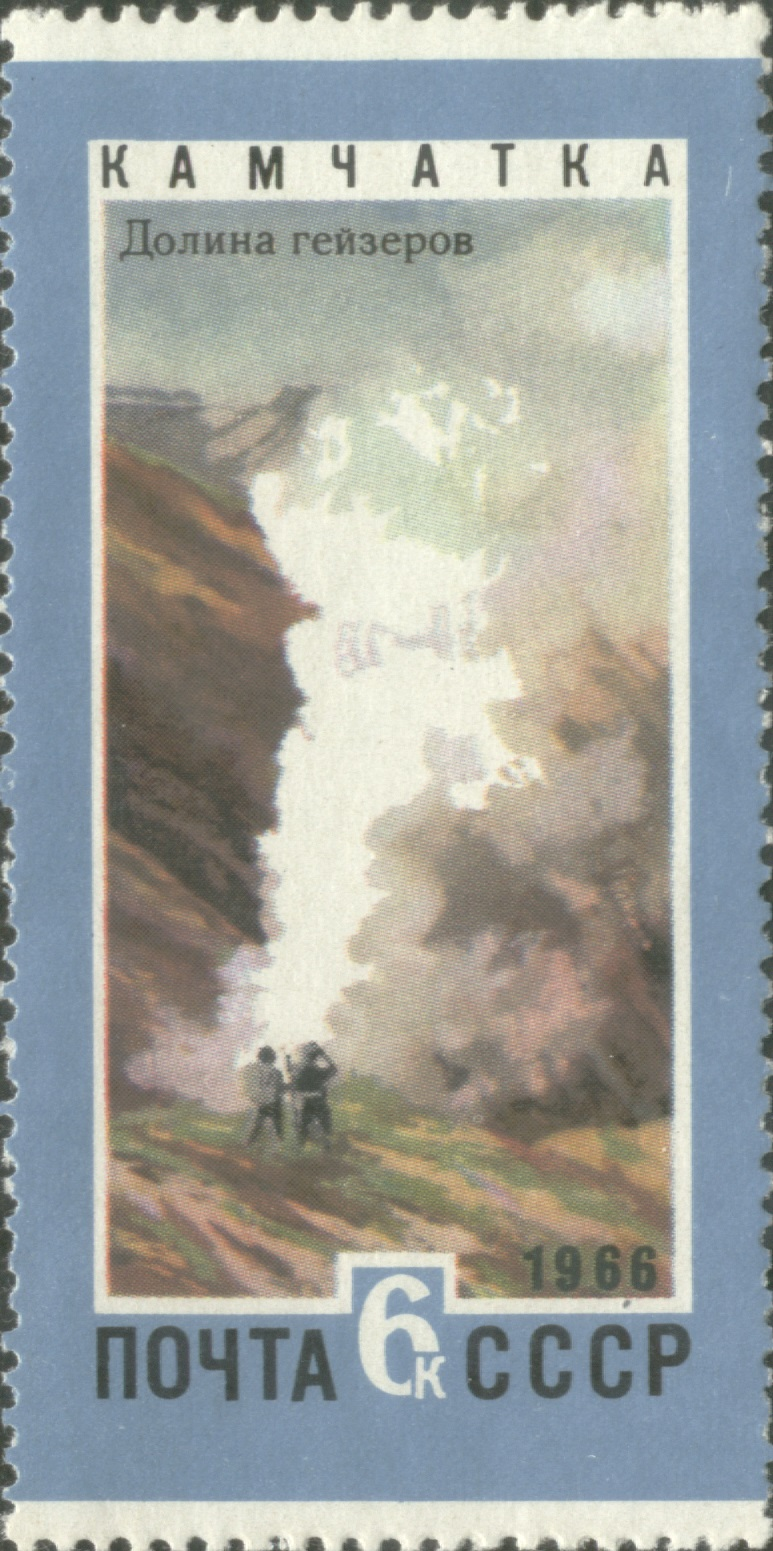
Un segell soviètic del 1966

Els guèisers "polsants" de Kamtxatka van ser descoberts per una científica local, Tatiana Ustínova, el 1941. Va publicar els seus resultats catorze anys més tard, tot i que no hi va haver gaire exploració de la zona fins al 1972. A mitjan anys 1960 es va fer una enquesta sistemàtica, i es va introduir un sistema de monitor automàtic el 1990. Més de trenta guèisers van rebre noms; entre els quals es trobava el guèiser Gegant (Velikan), capaç de produir un raig d'aigua que arribava fins a 40 metres. Des de la dècada de 1980, la zona va ser promoguda per la URSS entre els imants turístics de Kamtxatka i l'Extrem Orient rus. Els turistes estrangers van ser autoritzats a entrar a la vall el 1991. Uns 3.000 turistes visiten l'indret cada any.

## Colada de fang del 2007

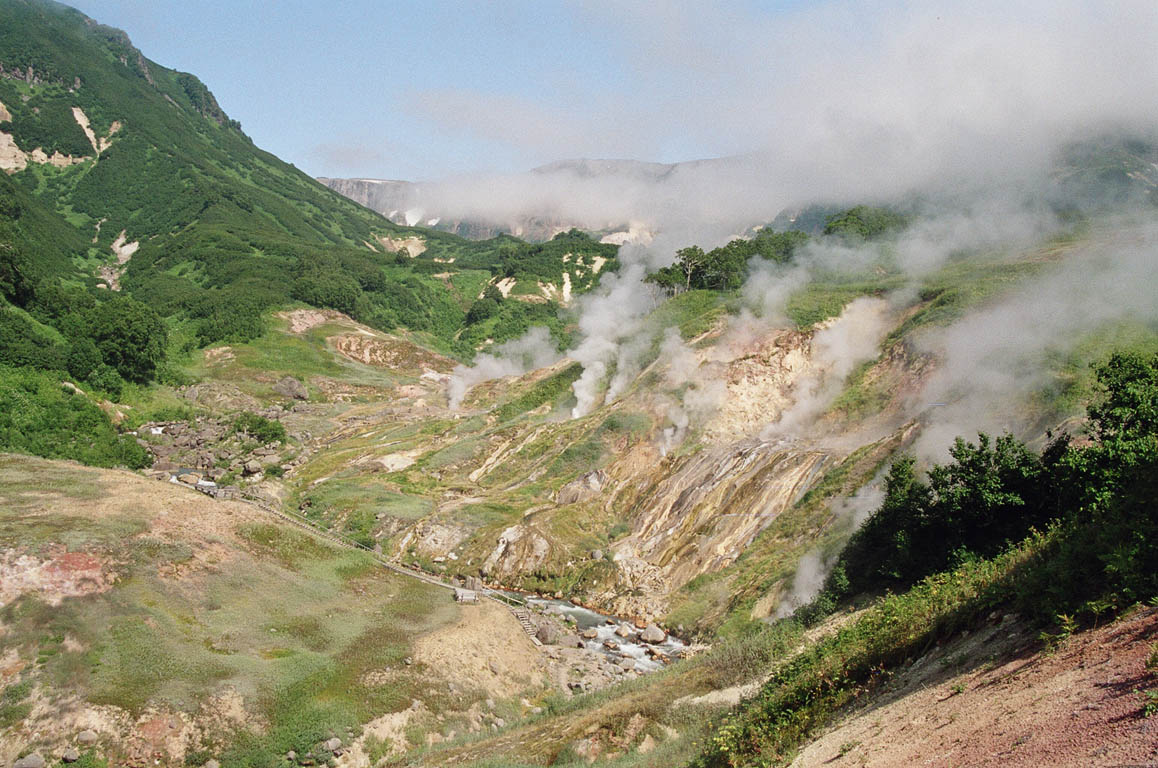
La Vall dels Guèisers el setembre del 2006, abans de la colada de fang

El 3 de juny de 2007, una massiva colada de fang va inundar dos terços de la vall. Oleg Mitvol, del Servei de Supervisió de Recursos Naturals de Rússia, va dir que "hem estat testimonis d'un esdeveniment natural únic, però les conseqüències de tal catàstrofe natural són irreversibles". La UNESCO també va expressar la seva profunda preocupació pel tema. «Això és tràgic per a la humanitat, car hem perdut una de les grans meravelles naturals del món», va comentar el portaveu del Fons Mundial per la Natura. El 5 de juny es va informar que s'estava formant un llac termal sobre la vall. L'esllavissament es va produir mentre es filmava el documental Wild Russia; presenta imatges d'abans i després del desastre.
L'abast permanent del canvi encara no és clar, però podria ser inferior del que es pensava en un principi. A partir del 9 de juny de 2007, les aigües han retrocedit una mica, exposant algunes de les funcions submergides. El guèiser Gegant (Velikan), un dels més grans del camp, no va quedar completament enterrat durant l'esllavissament i recentment s'ha observat que roman actiu.